# Wstęga orderowa

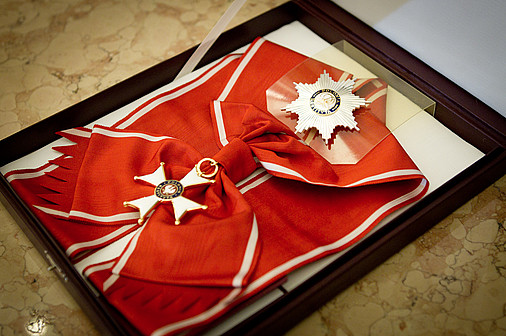
Insygnia Krzyża Wielkiego Orderu Odrodzenia Polski na wielkiej wstędze

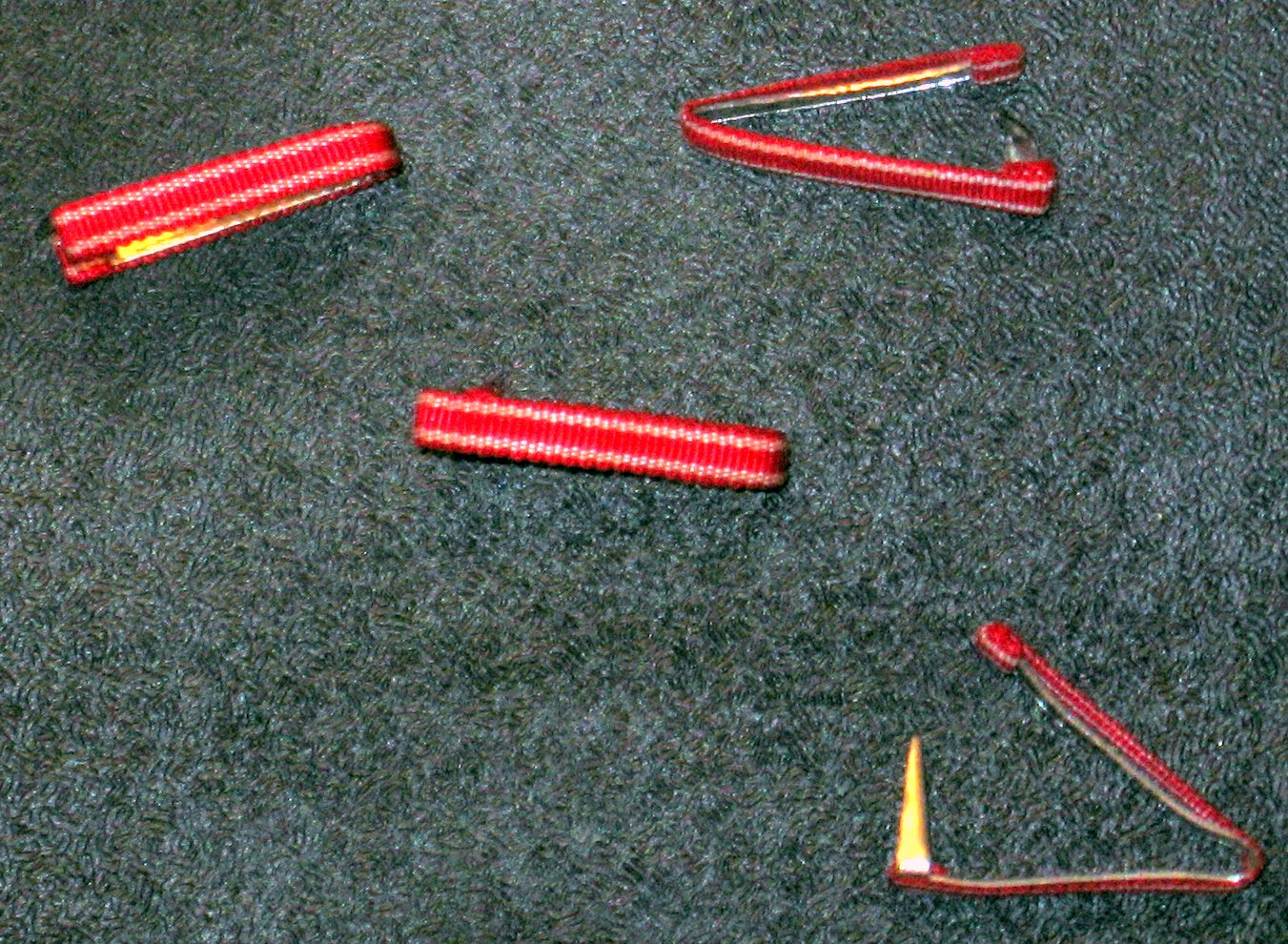
Wąskie wstążeczki (szer. 4 mm) Krzyża Kawalerskiego Orderu Odrodzenia Polski, przeznaczone do przypinania do marynarki lub stroju wieczorowego

Wstęga orderowa – pasek materiału, na którym nosi się insygnia orderowe. Kolory wstęgi są zdefiniowane prawem dla każdego odznaczenia. Sama wstęga miewa różne kształty i rozmiary, w zależności od rodzaju odznaczenia, jego klasy, danej tradycji wiązania lub noszenia odznaczeń.
Na ogół rozróżnia się następujące typy wstęg orderowych:
- Wielka wstęga, przynależna do najwyższej klasy orderu, szeroka szarfa noszona przez ramię, najczęściej lewe, czasem prawe, niemal zawsze w towarzystwie gwiazdy orderowej. Odznaczenie jest do niej przymocowane u dołu, zatem noszone przy boku.
- Wstęga, przynależna do kolejnej lub kolejnych klas, szerokości na ogół ok. 4–5 cm, pozwala nosić odznaczenie na szyi (na stroju damskim ordery nosi się na wstędze upiętej w kokardę, na lewej piersi, powyżej odznaczeń zawieszonych na wstążkach). W większości systemów klas orderowych odpowiada to klasie komandora.
- Wstążka, przynależna do najniższych klas, szerokości na ogół ok. 4 cm, pozwala zawiesić odznaczenie na lewej piersi. Wstążka bywa układana w różny sposób, wedle różnych tradycji (patrz niżej). Jeśli występuje w kilku klasach, to bywa oznaczona również rozetką lub okuciem dla rozróżnienia klas, ilości nadań itp.

Pochodnymi od wstęg są miniatury odznaczeń w postaci miniaturek orderowych, wojskowych baretek, cywilnych samodzielnych rozetek (ew. umieszczonych na galonikach) lub cienkich (o szerokości 4 mm) wstążeczkek noszonych w klapie marynarki lub stroju wieczorowego.
Przykłady wstęgi „damskiej” i „męskiej”:

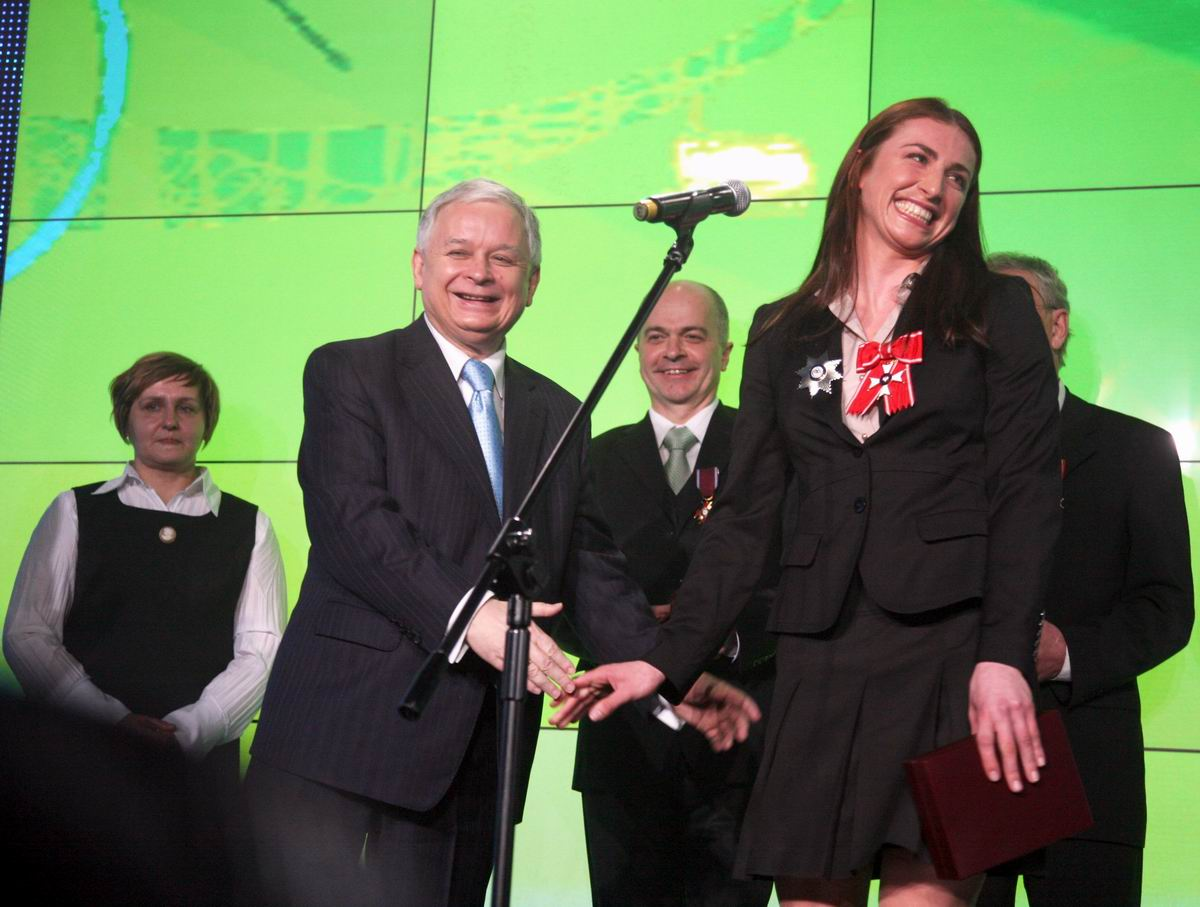
Justyna Kowalczyk odznaczona Krzyżem Komandorskim z Gwiazdą Orderu Odrodzenia Polski.
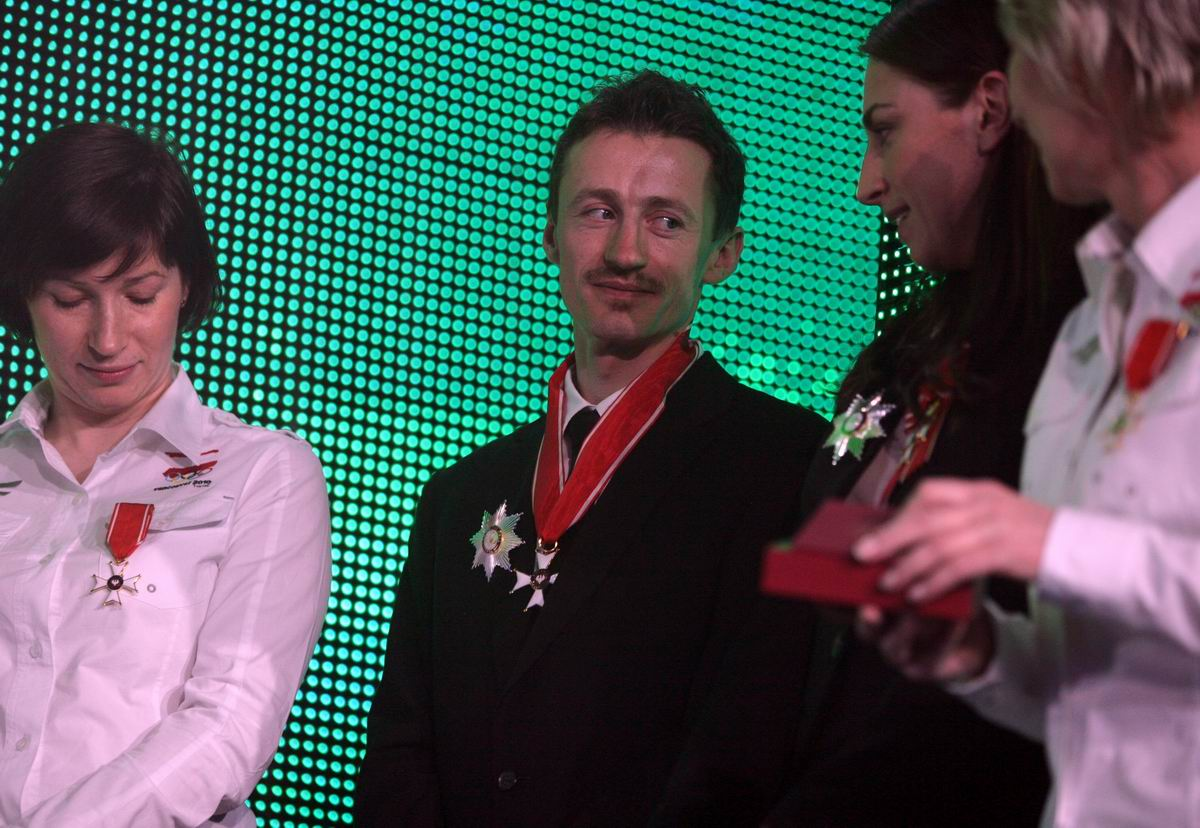
Adam Małysz odznaczony Krzyżem Komandorskim z Gwiazdą Orderu Odrodzenia Polski.

Przykłady wiązań wstążki:

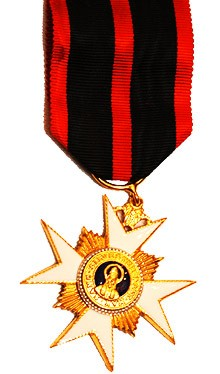
Order św. Sylwestra – wstążka prostokątna wiązana na modę francuską
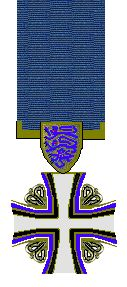
Order Krzyża Ziemi Maryjnej – wstążka prostokątna wiązana na modę anglosaską
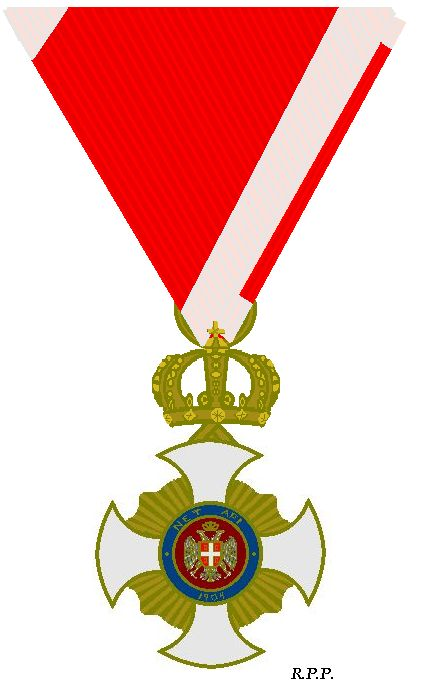
Order Jerzego Czarnego – wstążka trójkątna wiązana na modę austriacką, vel słowiańską
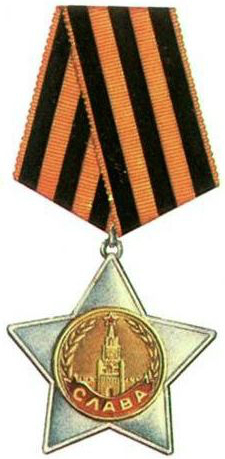
Order Sławy – wstążka pięciokątna wiązana na modę rosyjską
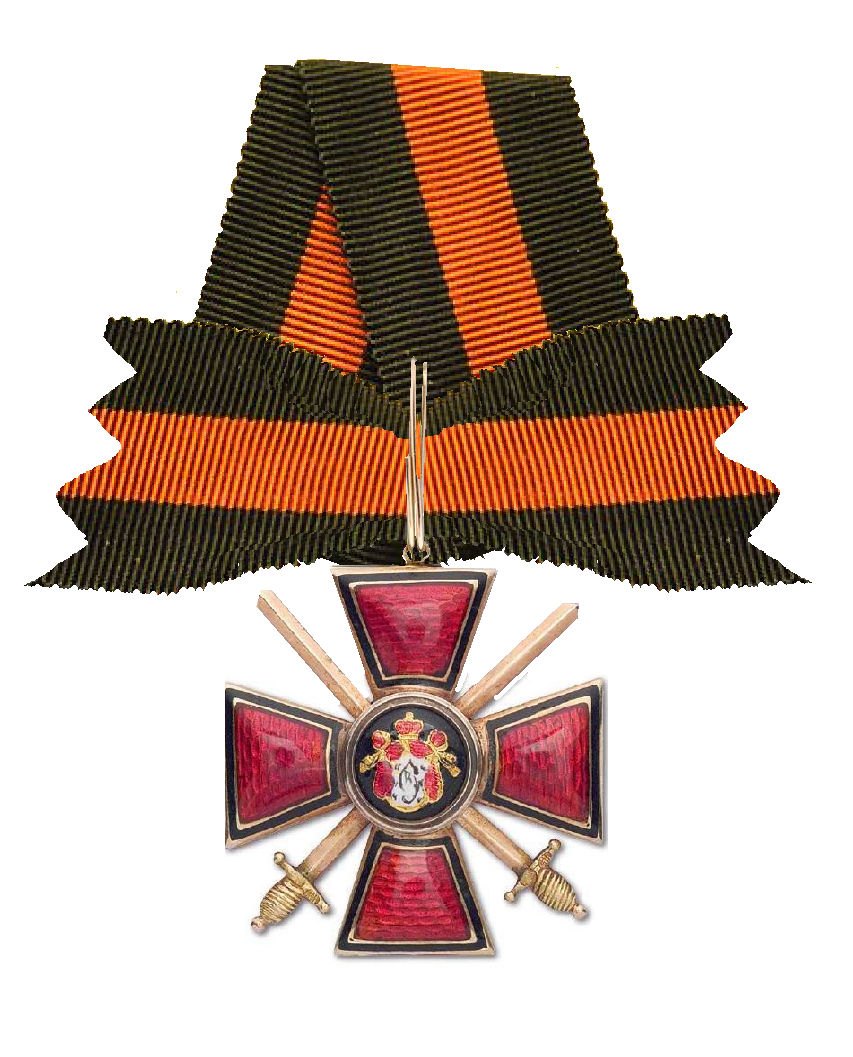
Order św. Włodzimierza – wstążka pięciokątna z kokardą wiązana na modę rosyjską
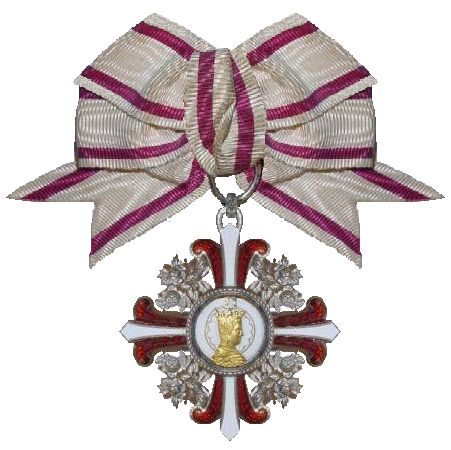
Order Elżbiety – wstęga wiązana w podwójną kokardę
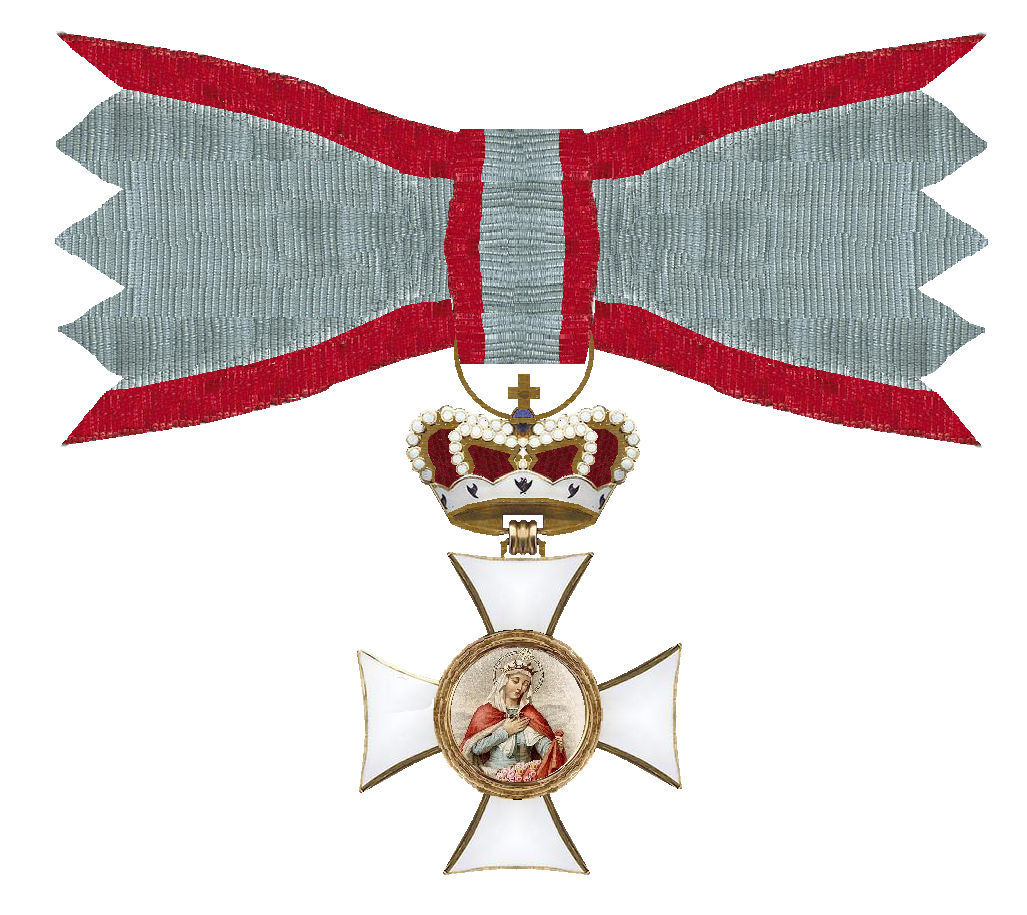
Order św. Elżbiety – wstęga motylkowa
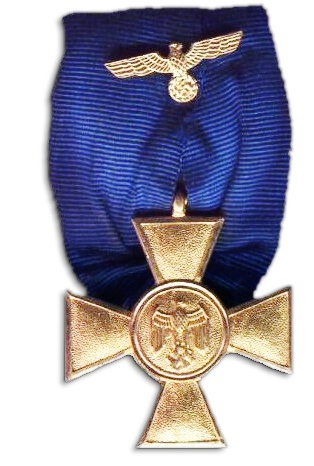
Medal za Długoletnią Służbę w Wehrmachcie – wstążka łukowa podkładana pod insygnium na modę niemiecką
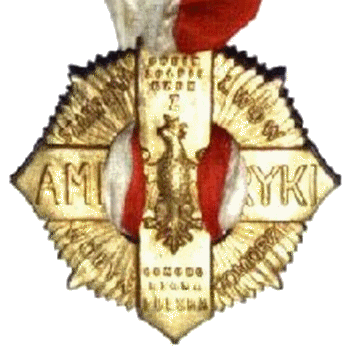
Krzyż Żołnierzy Polskich z Ameryki – wstążka wplatana w ramiona krzyża od spodu